# Pabellón de España (Shanghái)
El Pabellón de España en la Expo 2010 fue una construcción temporal que se levantó en el recinto de la Exposición Universal, celebrada en Shanghái (China) entre el 1 de mayo y el 31 de octubre de 2010, para representar a España. Responsable de la gestión del pabellón fue la Sociedad Estatal para Exposiciones Internacionales (SEEI), quien nombró a María Tena como comisaria general del mismo. El día de España en la Expo fue el 30 de agosto.
Estuvo ubicado en la Zona C (sección C9), donde se encontraban los pabellones de los países europeos, africanos y americanos, adyacente a los pabellones de Suiza, Polonia, Bélgica-UE y Serbia, al lado del puente Lupu y separado del río Huangpu por el parque de la Expo.
Fue inaugurado el 1 de mayo, día de inicio de la Expo, por el presidente del Congreso, José Bono, y el presidente de la Comisión Europea, José Manuel Durão Barroso, presente con motivo de la presidencia española de la Unión Europea; y clausurado el 31 de octubre, último día de la Expo, como uno de los pabellones más exitosos ya que fue visitado por más de 7 millones de personas y galardonado con el tercer lugar del premio del BIE en la categoría de diseño arquitectónico.

## Arquitectura
El pabellón fue diseñado por el estudio de arquitectura EMBT (Enric Miralles - Benedetta Tagliabue), con sede en Barcelona, y construido por la empresa española INYPSA bajo órdenes de la SEEI, con un presupuesto de 18 millones de euros. Estaba edificado sobre un terreno de 6000 m² y contaba con más de 7500 m² de superficie útil, que lo convirtieron en uno de los más grandes de la Expo. Tenía una capacidad máxima de acogida de aproximadamente 30 000 visitantes por jornada.

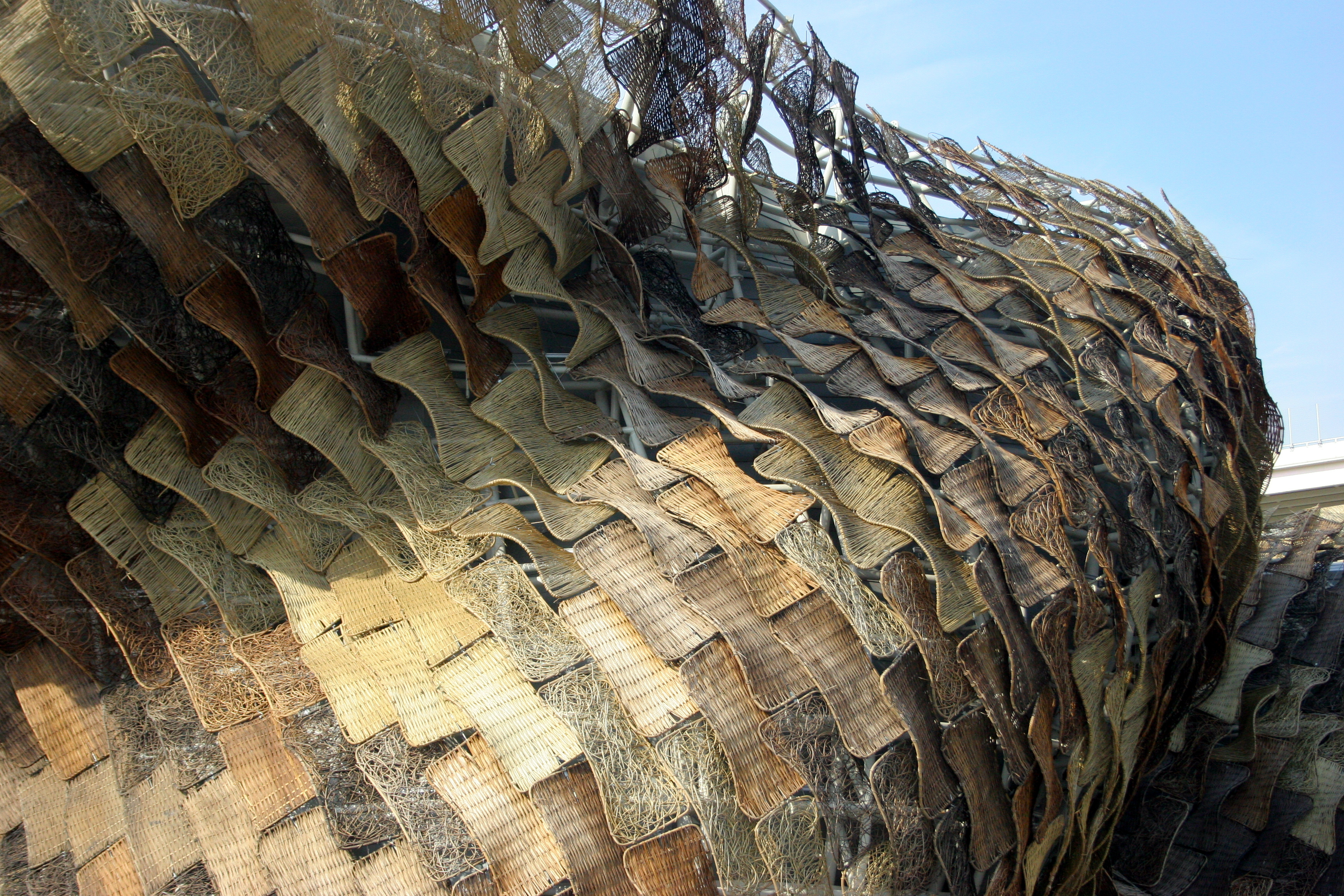
Detalle de la cubierta de mimbre

La arquitectura del pabellón era original y espectacular, de forma surrealista y geometría caprichosa basada en líneas curvas. Tenía una estructura a base de tubos de acero (25 500 m en total) y contaba con una capa externa formada por placas onduladas de mimbre en diversas tonalidades. En el interior predominaban los espacios abiertos, bien ventilados y con una buena iluminación natural. 

Las más de 8500 placas onduladas de mimbre en diversas tonalidades, cuya función era la de filtrar la luz y hacer de membrana climática, le daban al pabellón la apariencia de un enorme cesto, motivo por el cual se le ha dado los sobrenombres de «Pabellón Cesto» o «Gran Cesto Español». Las diferentes tonalidades naturales con las que estuvo teñido el mimbre compusieron sobre la cubierta, como un mosaico, caracteres chinos con referencias a elementos naturales como ri (sol) o yue (luna). 

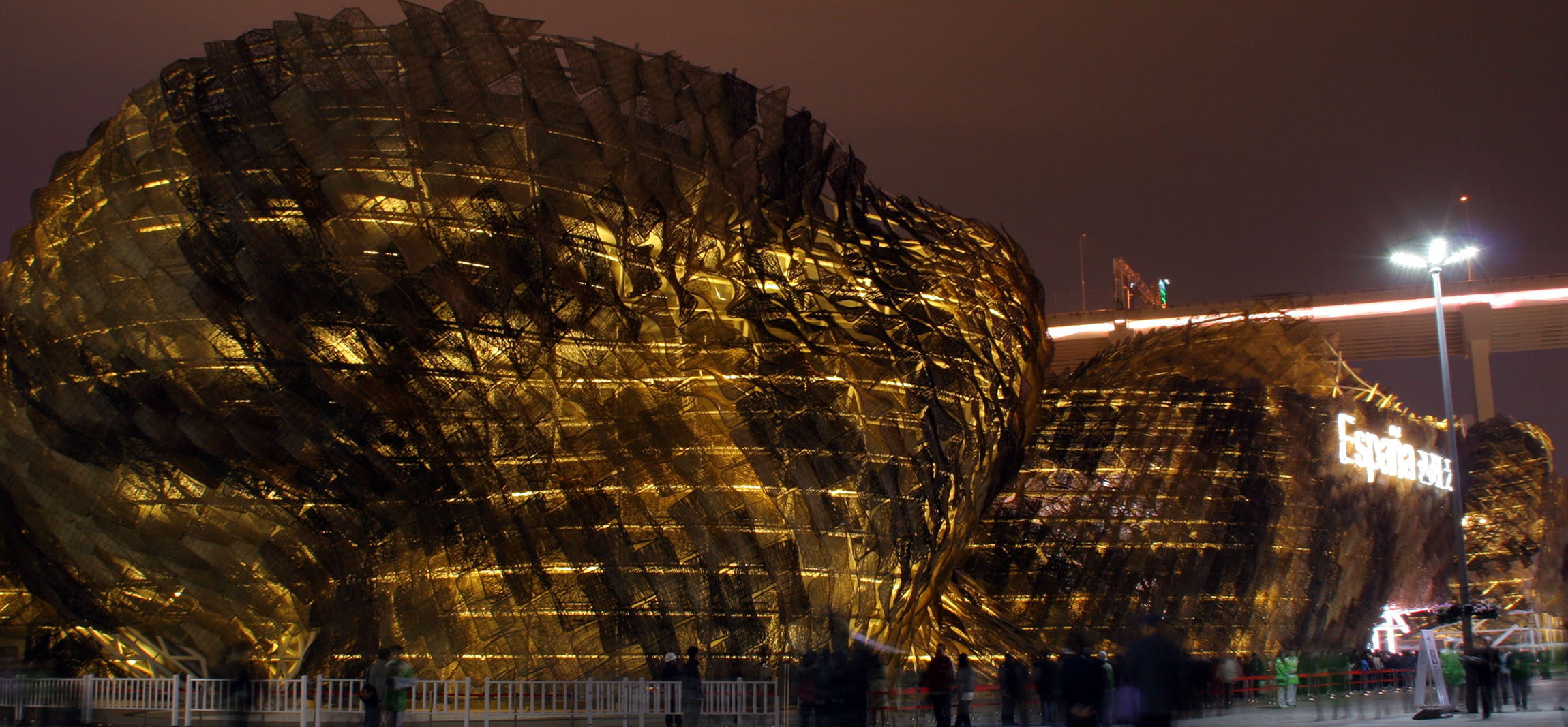
Vista nocturna del pabellón de España

Aparte del amplio vestíbulo (conocido como «Plaza Viva») y las tres salas que albergaron las diferentes exposiciones, el pabellón contaba con instalaciones para celebrar actos y recepciones oficiales, un auditorio con capacidad para 150 personas, una sala multiusos equipada con traducción simultánea, una sala de prensa con estudio para emisiones audiovisuales, salas de reuniones y despachos para las empresas españolas y un bar de tapas, así como las oficinas administrativas y espacios para el personal.
La ejecución de la obra fue realizada por la empresa de diseño expositivo Empty y la empresa de ingeniería e integración de sistemas Sono Tecnología Audiovisual.

## Contenido
Para el contenido temático del pabellón se recurrió al toque creativo de tres importantes artistas españoles: los directores Isabel Coixet, Bigas Luna y Basilio Martín Patino, encargados de los contenidos de las tres salas del pabellón. Cada director puso su impronta y toque personal en una sala, aunque guiados por el tema de la Expo «Mejor ciudad, mejor vida». El diseñador José Miró fue el responsable de los uniformes que portó el personal.
Las tres salas temáticas sumaban 2500 m² y presentaron una exposición bajo el lema «De la ciudad de nuestros padres a la ciudad de nuestros hijos», ya que se mostraba la evolución de las ciudades españolas desde décadas anteriores hasta la actualidad. El recorrido que el visitante realizaba en el pabellón español, comenzando por las tres salas temáticas y terminando en la Plaza Viva, se describe a continuación:
- Sala 1 – «Origen» (a cargo de Bigas Luna): esta sala, que abría el recorrido de la exposición, tenía el objetivo de introducir al visitante en la historia del pueblo español desde sus orígenes. Por eso, se iniciaba el acceso a través de una "caverna" semioscura donde los elementos básicos: agua, tierra, aire y fuego eran los protagonistas principales. Una piedra de sílex proveniente de la sierra de Atapuerca rememoraba a los habitantes prehistóricos de la península. Al final de la caverna se presentaba un audiovisual de seis minutos de duración que mostraba trozos de las diferentes épocas que España ha vivido en su historia: desde la Mezquita de Córdoba hasta el bombardeo de Guernica, pasando por fiestas tradicionales típicas como los Sanfermines y terminando con los últimos éxitos deportivos españoles: el tenista Rafael Nadal y el jugador de baloncesto Pau Gasol. Todo bajo el ritmo de música típica española y una serie de efectos especiales desgarradores.
- Sala 2 – «Ciudades» (a cargo de Basilio Martín Patino): era una sala helicoidal provista de un sistema multipantalla que enseñaba un audiovisual de siete minutos de duración sobre la evolución de las ciudades españolas en los últimos cincuenta años. Por medio de la técnica cinematográfica y con tomas de archivo, Martín Patino mostró cómo eran las calles, plazas, mercados, comercios, etc. de las principales ciudades españolas para contrastarlo con imágenes actuales, resumiendo así el intenso y profundo cambio social que España ha experimentado en las últimas décadas. Todo acompañado por la composición musical El retablo de Maese Pedro de Manuel de Falla.
- Sala 3 – «Hijos» (a cargo de Isabel Coixet): esta sala cerraba el recorrido y tenía el objetivo de mostrar una visión de cómo puede ser la ciudad del futuro, la ciudad de nuestros hijos; de qué se puede hacer para conseguir una ciudad mejor, de bienestar, más sostenible, sin problemas ni conflictos. La sala estaba presidida por "Miguelín", un gigantesco bebé de 6,5 m de altura, animado electrónicamente, que mostraba a través de pompas de jabón y en forma de historietas las ciudades que el pueblo español desean para el siglo XXI.
- Plaza Viva: este gran vestíbulo-patio del pabellón estuvo concebido para ser el área de  encuentro y de esparcimiento dentro del pabellón. Aquí se representaron numerosos espectáculos artísticos, tenía lugar el cabaret diario vespertino «Pasión española», los visitantes pudieron degustar la gastronomía española en el bar de tapas del cocinero español Pedro Larumbe, entre otras actividades.

## Oferta cultural
El pabellón contó con un extenso y rico programa de actividades culturales a lo largo de los seis meses de duración de la Expo. El objetivo de estas actividades fue presentar y promover la cultura, artes, turismo y gastronomía españolas entre los visitantes. Estos eventos fueron presentados por diversas instituciones españolas de renombre, por citar algunas: Instituto Cervantes, Casa Asia, Real Instituto Elcano, Fundación Ortega y Gasset, Fundación Atapuerca, Instituto Valenciano de Arte Moderno, Fundación Consejo España China, Agencia EFE, Radio Nacional de España, Universidad Autónoma de Madrid, el Instituto de la Cinematografía y de las Artes Audiovisuales, etc. 
Hubo además una semana específica para las comunidades autónomas (14 confirmaron su participación), así como días especiales para las tres ciudades participantes: Barcelona, Bilbao y Madrid. 
En cuanto a las actividades diarias estuvo la propuesta de cabaret llamado «Pasión española» a cargo del actor Pere Pinyol, que tenía funciones cada tarde en el anfiteatro del pabellón y que contaba con la presencia de más de 50 artistas españoles de diversos géneros teatrales: guiñol, danza contemporánea, pantomima, magia, etc, o musicales: jazz, rumba, flamenco, etc. 

### Calendario artístico
El calendario con las principales actividades artísticas se muestra a continuación:
| Fecha*                                             | Celebración                         | Actividades principales |
| -------------------------------------------------- | ----------------------------------- | --- |
| 9 de mayo                                          | «Día de Europa»                     | Concierto de la Joven Orquesta de la Unión Europea y representación de Moros y Cristianos por un grupo teatral alicantino en el desfile de las naciones europeas |
| 13 de mayo                                         | «Ballet Nacional de España»         | Representación de las obras Dualia y La Leyenda |
| 17 – 23 de mayo (20 de mayo)                       | «Semana de Galicia»                 | Actuaciones de Xosé Manuel Budiño, Nova Galega de Danza y la Real Banda de Gaitas de la Diputación de Orense                                                     |
| 24 – 30 de mayo (30 de mayo)                       | «Semana de Cataluña»                | Participación de castellers |
| 7 – 13 de junio (9 de junio)                       | «Semana de Cantabria»               | Proyección de audiovisuales |
| 19 de junio                                        | «Día del español»                   | Actividades lúdico-divulgativas a cargo del Instituto Cervantes                                                                                                  |
| 21 – 26 de junio (22 de junio)                     | «Semana de Asturias»                | Actuación diaria del grupo Keltike 2.0 |
| 28 de junio – 4 de julio (30 de junio)             | «Semana de Aragón»                  | Audiovisual a cargo de Carlos Saura y presentación de la Carta de Zaragoza 2008                                                                                  |
| 5 – 10 de julio (8 de julio)                       | «Semana de La Rioja»                | Proyección de audiovisuales y catas de vinos de Rioja |
| 12 – 18 de julio (12 de julio)                     | «Semana de la Comunidad Valenciana» | Proyección de audiovisuales |
| 19 – 25 de julio (20 de julio)                     | «Semana de Madrid»                  | Actuaciones de Malucos Danza y de Casa Patas, así como un taller de flamenco                                                                                     |
| 26 de julio – 1 de agosto (27 de julio)            | «Semana de Andalucía»               | Actuación del bailaor El Junco, taller de flamenco y catas de vinos y aceites                                                                                    |
| 22 de agosto                                       | «Día de Bilbao»                     | Concierto de Fito & Fitipaldis, Antes de que cuente diez |
| 30 de agosto                                       | «Día de España»                     | Estreno mundial de la película Flamenco, flamenco, de Carlos Saura                                                                                               |
| 2 de septiembre                                    | «Día de Barcelona»                  | El Dragón nos une, recorrido callejero a cargo de Els Comediants                                                                                                 |
| 4 de septiembre                                    | «Festival flamenco»                 | Carmen por la compañía de Antonio Gades |
| 13 – 19 de septiembre (16 de septiembre)           | «Semana de Canarias»                | Proyección de audiovisuales |
| 17 de septiembre                                   | «Día de Madrid»                     | Sangre española por el Nuevo Ballet Español |
| 20 – 26 de septiembre (22 de septiembre)           | «Semana de Navarra»                 | Proyección de audiovisuales |
| 27 de septiembre – 3 de octubre (30 de septiembre) | «Semana del País Vasco»             | Encuentros empresariales y la presentación del Basque Culinary Center                                                                                            |
| 4 – 10 de octubre (6 de octubre)                   | «Semana de Castilla y León»         | Encuentro internacional «Atapuerca: Primeros asentamientos y evolución humana en Eurasia»                                                                        |
| 11 – 17 de octubre                                 | «Semana de Extremadura»             | |
| 19 – 24 de octubre (21 de octubre)                 | «Semana de Castilla-La Mancha»      | Proyección de audiovisuales |

- (*) - Entre paréntesis el día de honor de la comunidad autónoma en cuestión.

### Día de España
El 30 de agosto fue el día marcado por los organizadores de la Expo como el Día de España. Para tal propósito, se programaron una serie de eventos artísticos y culturales para las semanas en torno a esa fecha en el pabellón de España y en otros recintos. 
El lunes 30 absorbió la mayor parte de las conmemoraciones: José María Gallardo del Rey ofreció un concierto de guitarra clásica; el Nuevo Ballet Español de Rojas y Rodríguez interpretó el espectáculo coreográfico Sangre flamenca, ambos espectáculos fueron realizados en el Expo Center. El acto oficial de la celebración se efectuó en el pabellón de España y contó con la presencia del presidente del Gobierno José Luis Rodríguez Zapatero; el alcalde de la ciudad de Barcelona, Jordi Hereu; la cineasta Isabel Coixet, responsable de una de las salas del pabellón; el escritor Javier Cercas; la estrella de baloncesto Pau Gasol, y el diseñador Modesto Lomba. Zapatero llevó consigo el trofeo de la Copa del Mundo, ganado por la selección nacional de fútbol en el Mundial de Sudáfrica, y que fue expuesto en el pabellón para delicia de los visitantes.
El 1 de septiembre el pabellón acogió el Día de las Marcas Españolas, que tuvo como embajador al jugador de baloncesto Pau Gasol y cuyo objetivo fue divulgar la realidad empresarial de España a través de las marcas más importantes de diferentes sectores. El viernes 3 de septiembre se celebró la jornada «Ciudad española. Ciudad múltiple. Múltiples ciudades», organizada por el  Ministerio de la Vivienda español para dar a conocer a los visitantes el modelo de crecimiento urbano de los últimos cincuenta años en España. El 4 de septiembre, en el Expo Center, se representó el espectáculo coreográfico Carmen interpretado por la compañía de Antonio Gades.
En cuanto al séptimo arte, Isabel Coixet, creadora de los contenidos de una de las salas del pabellón, presentó un ciclo de cine con sus últimas películas, que fue proyectado en la biblioteca Miguel de Cervantes de Shanghái desde el día 27 de agosto hasta el 11 de septiembre. 
Desde el punto de vista culinario se presentó la jornada "The New Gastronomy Fiesta", la Semana Gastronómica de España, en las que dos de las cocineras españolas que poseen estrellas Michelin: Elena Arzak (del Restaurante Arzak, con tres estrellas) y Fina Puigdevall (del Restaurante Les Cols, con dos estrellas) deleitaron a los comensales con sus mejores creaciones.
Además, las ciudades españolas que tuvieron representación en la Área de Mejores Prácticas Urbanas también participaron con distintas actividades. El pabellón de Barcelona presentó, entre otros, el espectáculo de teatro de Els Comediants Genios y Dragones, el pabellón de Madrid ofreció diversas actividades diarias, mientras que el pabellón de Bilbao abrió dos exposiciones fotográficas.

## Legado
Tras el cierre del pabellón el día de la clausura de la Expo, el 31 de octubre, la representación española en Shanghái tuvo motivos suficientes para celebrar el éxito obtenido: 
- Más de 7 millones de visitantes, que atraídos por la arquitectura original del pabellón y por Miguelín, el enorme bebé animado que fascinó a niños y adultos, pudieron conocer la realidad cultural, artística y social, los atractivos turísticos y la gastronomía de España.

- Numerosos empresarios y firmas de la República Popular acudieron a los diversos eventos y seminarios realizados en el auditorio para informarse de las oportunidades y beneficios de invertir en España y sobre las 
empresas claves de la economía española que ya trabajan en China o están en proceso de hacerlo.

- La Oficina Internacional de Exposiciones, entidad organizadora de la Expo, concedió al pabellón el tercer premio (medalla de bronce) en la categoría de diseño arquitectónico.

- Como motivo diplomático, indicador de las buenas relaciones bilaterales, el pabellón entregó al Ayuntamiento de Shanghái a Miguelín como regalo de recuerdo. Miguelín será expuesto a partir de 2012 en el futuro Museo de la Expo (ubicado en el distrito de Puxi). Mientras tanto será expuesto en una de las instalaciones de la zona conocida como Área de Mejores Prácticas Urbanas (UBPA).

- Aparte, el pabellón de Madrid, ubicado en el recinto de la UBPA (independiente del pabellón de España), permanecerá en su sitio como donación de la Comunidad de Madrid a la ciudad de Shanghái.